# Лялько Вадим Іванович
Вадим Іванович Лялько (нар. 1 вересня 1931, Переяслав - 24 вересня 2022) — український науковець в галузі аерокосмічних досліджень та гідрогеолог. Директор Наукового центру аерокосмічних досліджень Землі Інституту геологічних наук НАН України, академік НАН України, професор, доктор геолого-мінералогічних наук, заслужений діяч науки і техніки України.

## Біографія
Народився в родині службовців.
У 1947—1948  навчався у спецшколі Військово-Повітряних сил СССР.
1955 з відзнакою закінчив геологічний факультет Київського державного університету ім. Т. Г. Шевченка.
Того ж року став інженером відділу гідрогеології Інституту геологічних наук АН УРСР, а 1959 року став молодшим науковим співробітником.
1964 захистив кандидатську дисертацію на тему «Формирование, оценка и прогноз изменения ресурсов подземных вод в условиях засушливой зоны Украины», а наступного року став старшим науковим співробітником відділу гідрогеології Інституту геологічних наук АН УРСР.
1969 був призначений завідувачем відділом моделювання гідрогеологічних процесів Інституту геологічних наук АН УРСР, а у 1973  став завідувачем відділом тепломасопереносу в земній корі цього інституту.
1972 захистив докторську дисертацію на тему «Исследование особенностей тепло- и массопереноса в подземных водах юго-запада Русской платформы и сопредельных регионов». У 1986 присвоєне звання професора.
1974—1978  був заступником академіка-секретаря і членом Бюро відділення наук про Землю АН УРСР.
1992 за його ініціативи було засновано Центр аерокосмічних досліджень Землі Інституту геологічних наук НАН України, який він очолив. Того ж року він став членом-кореспондентом Академії наук України, а у травні 2010 року — академіком НАН України.
З 2001 Вадим Лялько є член-кореспондентом Міжнародної академії аеронавтики.

## Науковий доробок
Вадим Лялько — автор більше 350 робіт, серед яких 20 монографій.
Изменения земных систем в Восточной Европе / Отв. ред. академик В.И. Лялько. - Киев, 2010 -582 с.
- Лялько В. И. ГІС аналіз. Аналіз розташування, структури ті взаємозв'язку об'єктів і явищ з використанням просторового аналізу і геомоделювання, 2004
- Лялько В. И. Аерокосмические исследования Земли: тенденции и перспективы, (2002)
- Лялько В. И. Аэрокосмические методы в геоэкологии, (1992)
- Лялько В. И. Вернадский о круговороте веществ и глобального потепления. 2003
- Лялько В. И. Вечно живая вода. Киев, 1972
- Лялько В. И. Геофизические исследования структур северо-западного шельфа Черного моря
- Лялько В. И. Информатизация аерокосмического землезнания, (2002)
- Лялько В. И. Лидарная спектрометрическая съемка, в книге: Космическая информация в геологии,. — М.:Наука,, 1983, с.101-105
- Лялько В. И. Методы расчета тепло- и массопереноса в земной коре, Киев, Наукова думка, 1991, 129 с.
- Лялько В. И., Волошин В. І. , О. П. Дишлик, В. І. Кононов, Костюченко Ю. В. Словник з дистанційного зондування Землі: Близько 1 100 термінів та термінів-словосполучень / НАН України. Центр аерокосм. дослідж. Землі, Укр. центр менедж. землі та ресурсів, К.: СМП «Аверс», 2004, 169 с, Бібліогр.: с. 162—164, ISBN 966-7844-30-7, англ.
- Лялько В. И. Нові методи в аерокосмічному землезнавстві: Метод. посіб. по темат. інтерпретації матеріалів аерокосм. зйомок / НАН України. Центр аерокосм. дослідж. Землі ІГН НАН України, Нац. косм. агентство України, К., 1999, 264 с, ISBN 966-02-1398-0
- Лялько В. І., Довгий Станіслав Олексійович, Азімов Олександр Тельманович, Трофимчук Олександр Миколайович, Федоровський Олександр Дмитрович, Інформатизація аерокосмічного землезнавства: Монографія //НАН України. Ін-т геол. наук. Центр аерокосм. дослідж. Землі, Рада нац. безпеки і оборони України, Укр. ін-т дослідж. навколиш. середовища і ресурсів, К.: Наук. думка, 2001, 606 с.: рис, ISBN 966-00-0743-4
- Лялько В. И. Стан і перспективи розвитку аерокосмічних досліджень Землі в Україні / // Косм. наука і технологія, 2002, 8, № 2-3, С. 29-35
- Лялько В. И. Тепломассоперенос в литосфере // Вулканология и сейсмология,1986, № 6
- Лялько В. И. Що передаємо майбутньому. Погляд шістдесятника з виднокола XXI століття // Вісн. НАН України, 2006,
- Лялько В. И., Воробйов А. І. , В. І. Шульга. Можливості короткострокового прогнозу землетрусів на основі супутникового… лінійних аномалій хмарності // Косм. наука і технологія, 2008, 14, № 6, С. 69-72
- Лялько В. И., Воробйов А. І. , В. І. Шульга, П. Д. Ярошук. Особливості використання матеріалів космічних зйомок Землі для прогнозування землетрусів // Доп. НАН України, 2005, № 9, С. 107—113
- Лялько В. И., Дорожинський О. Л., С. Г. Могильний, В. М. Мельник. Фотограмметрія і дистанційне зондування в Україні… // Вісн. геодез. та картогр, 2001, № 3, С. 41-47

## Нагороди
- Заслужений діяч науки і техніки України (1997 р.).
- Лауреат премії ім. В. І. Вернадського Академії наук України (1986 р.).
- Лауреат Державної премії УРСР в галузі науки і техніки (1989 р.).
- Лауреат Державної премії України в галузі науки і техніки (2005 р.).